# Hullámvonal
A hullámvonal vagy tilde egy hullám alakú írásjel (~).
Többféle jelentése is lehet:
- eredeti funkciója lexikoncikkekben és szótárakban a címszó helyettesítése (innen a tilde elnevezés is: a spanyol tilde ’ékezet’ szóból, ez pedig a tildar igéből, amelynek végső forrása a latin titulare)
- körülbelüli vagy közelítő érték,
- megfelelés,
- ismétlődés.

Magyar PC billentyűzeten a Ctrl+Alt+1, AltGR+1 vagy Alt+126, Macintosh gépek billentyűzetén pedig az Alt+ú és Alt+126 billentyűkombinációval lehet elérni. ASCII kódja: 126, hexadecimálisan 0x7E.
Nem tévesztendő össze az ógörög nyelvben használt ῀ jellel (U+0342), amelynek hajtott ékezet vagy circumflex a neve.

## Egyéb használatai
Egyes nyelvekben bizonyos betűk felett diakritikus jelként állhat:
- a spanyolban: ñ = a magyar ny hangot jelöli;
- a portugálban: ã, õ = nazalizált (orrhangon ejtett) á-t és o-t jelöl.

Az IPA nemzetközi fonetikai átírásban magánhangzójel fölé helyezve nazalizált magánhangzót jelöl. E magánhangzókat úgy kell kiejteni, mintha utánuk nazális mássalhangzó (m vagy n) állna, azonban azt nem ejtjük ki.